# Dijkzigt (wijk)
Dijkzigt is een wijk in het centrum van Rotterdam. De wijk wordt begrensd door de Nieuwe Binnenweg in het noorden, de Westersingel in het oosten, de Westzeedijk in het zuiden en de Coolhaven in het westen.

## Geschiedenis
De wijk Dijkzigt ligt in het vroegere Land van Hoboken, dat tot 1924 als een groene oase in de stad Rotterdam lag. De naam Dijkzigt komt van de 'Villa Dijkzigt' van de familie van Hoboken. In deze villa aan de Westzeedijk is tegenwoordig het Natuurhistorisch Museum Rotterdam gevestigd.
In de wijk Dijkzigt zijn voornamelijk musea, onderwijsinstellingen en kantoren gevestigd. Het grootste complex in de wijk is het Erasmus MC, dat momenteel vernieuwd wordt.

## Zie ook

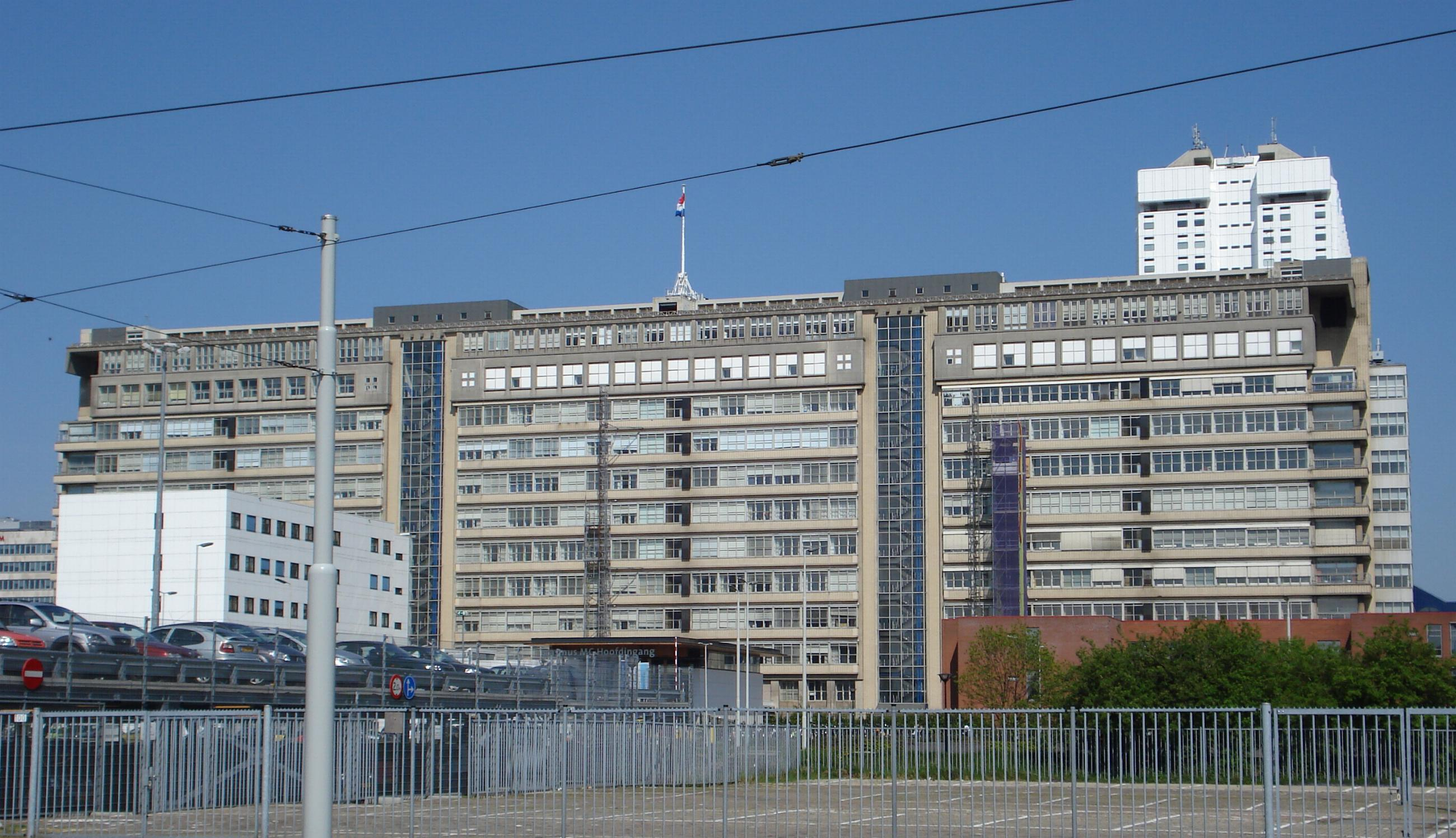
Het Dijkzigtziekenhuis, nu onderdeel van Erasmus MC
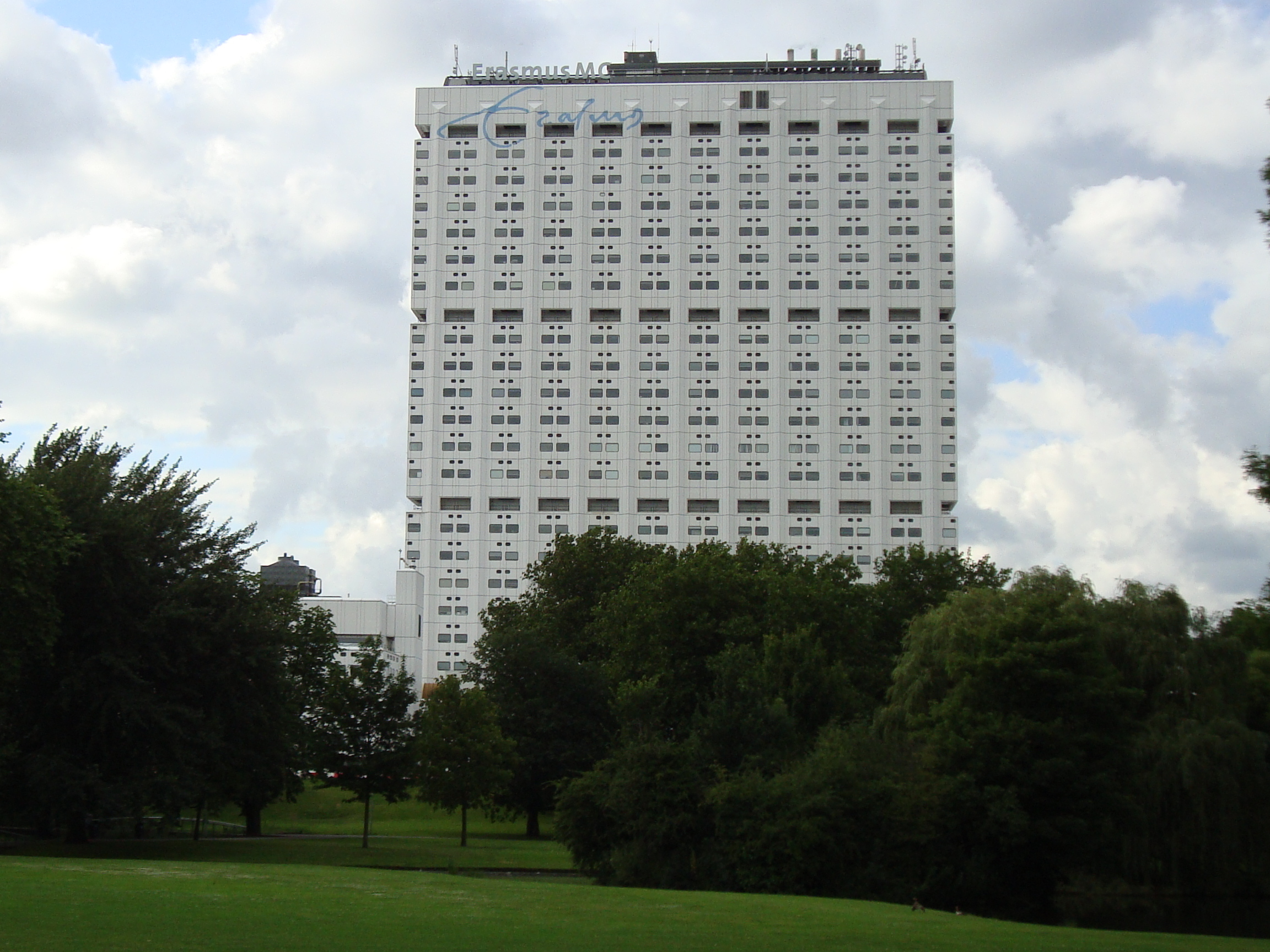
Medische faculteit
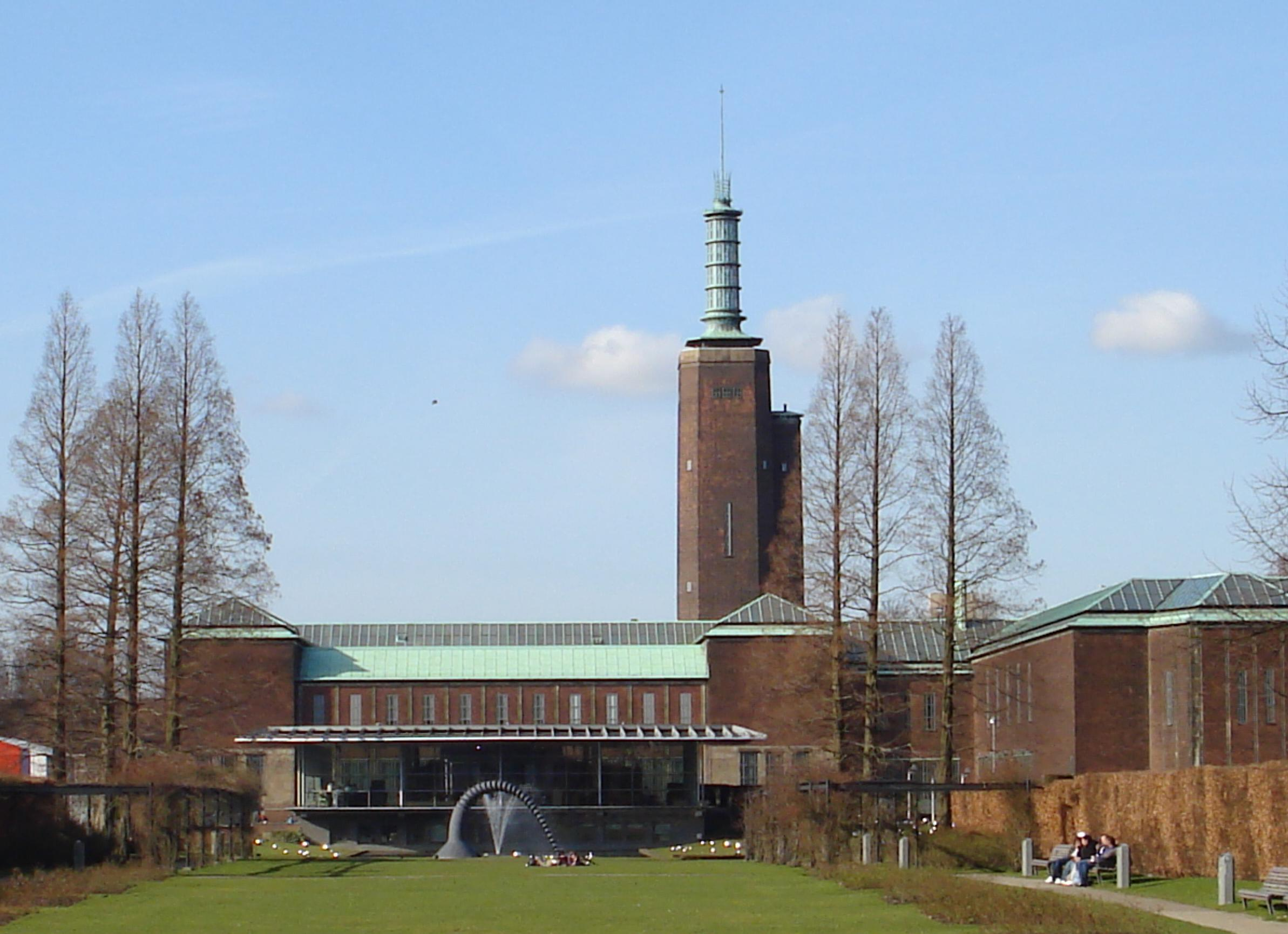
Museum Boijmans Van Beuningen
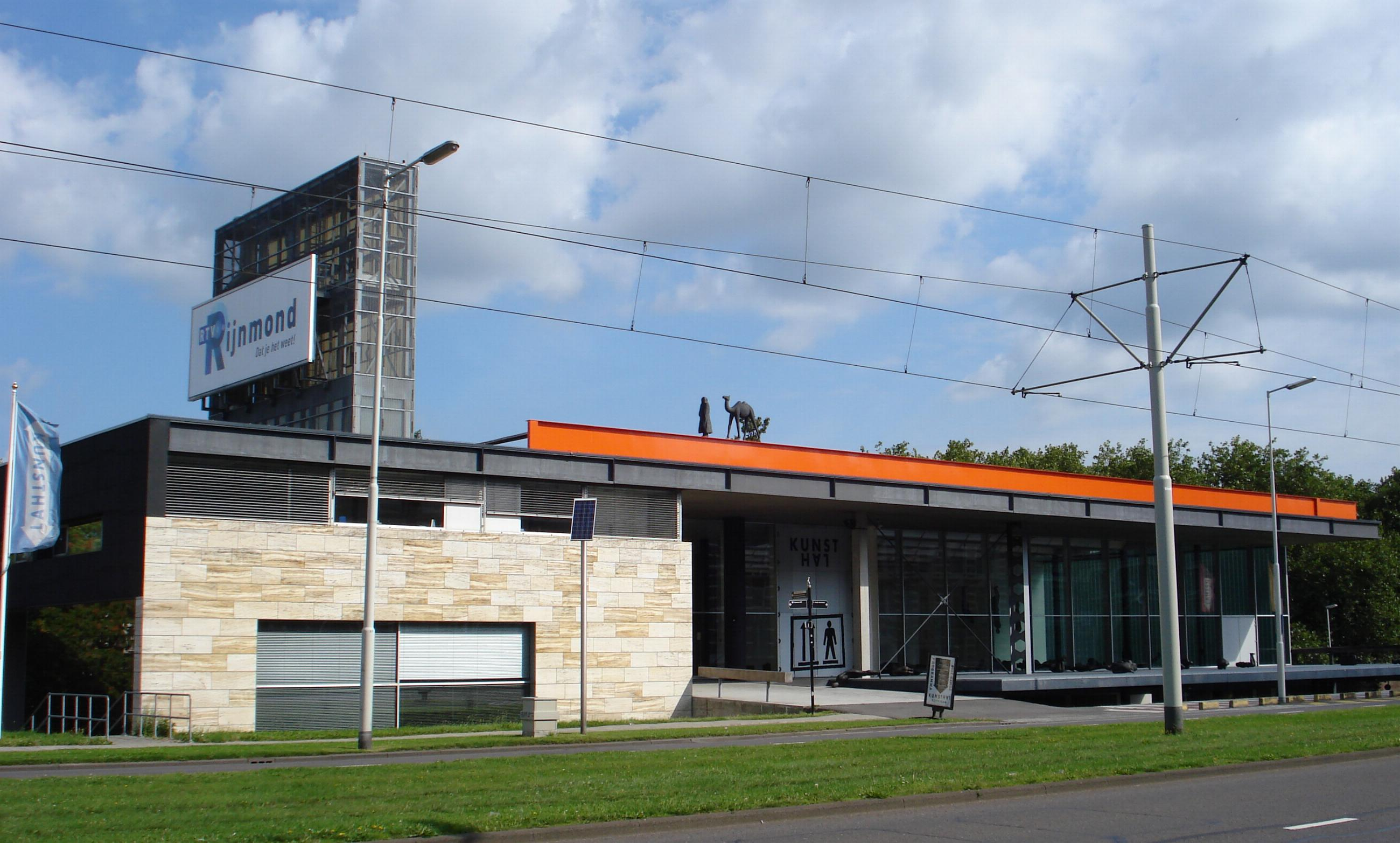
Kunsthal